# 鏡板 (能舞台)

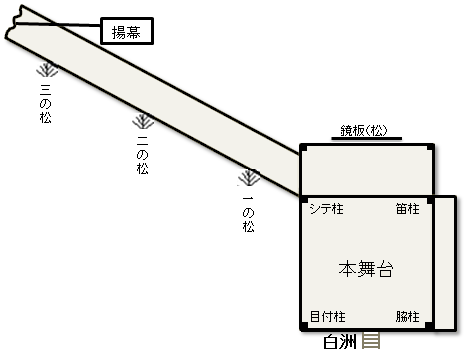
能舞台の様子

鏡板（かがみいた）は、能舞台の正面の羽目板である。春日大社の「影向の松」を写したとされる老松が描かれることが多い。江戸時代には御絵所狩野家の承るところとなり、江戸城本丸表舞台の鏡板絵を構図の範として描くようになった。右側面の鏡板を「脇の鏡板」と呼ぶことがある。若竹が描かれることが多い。
東京九段の靖国神社（旧紅葉山）舞台は京都の某画家、東京麹町富士見町の細川公別邸舞台は近藤樵仙、東京浅草南元町の梅若宗家舞台は土屋秀禾、鎌倉笹目谷の鎌倉能楽会舞台は平福百穂による。